# Menhir von Kergoulouët

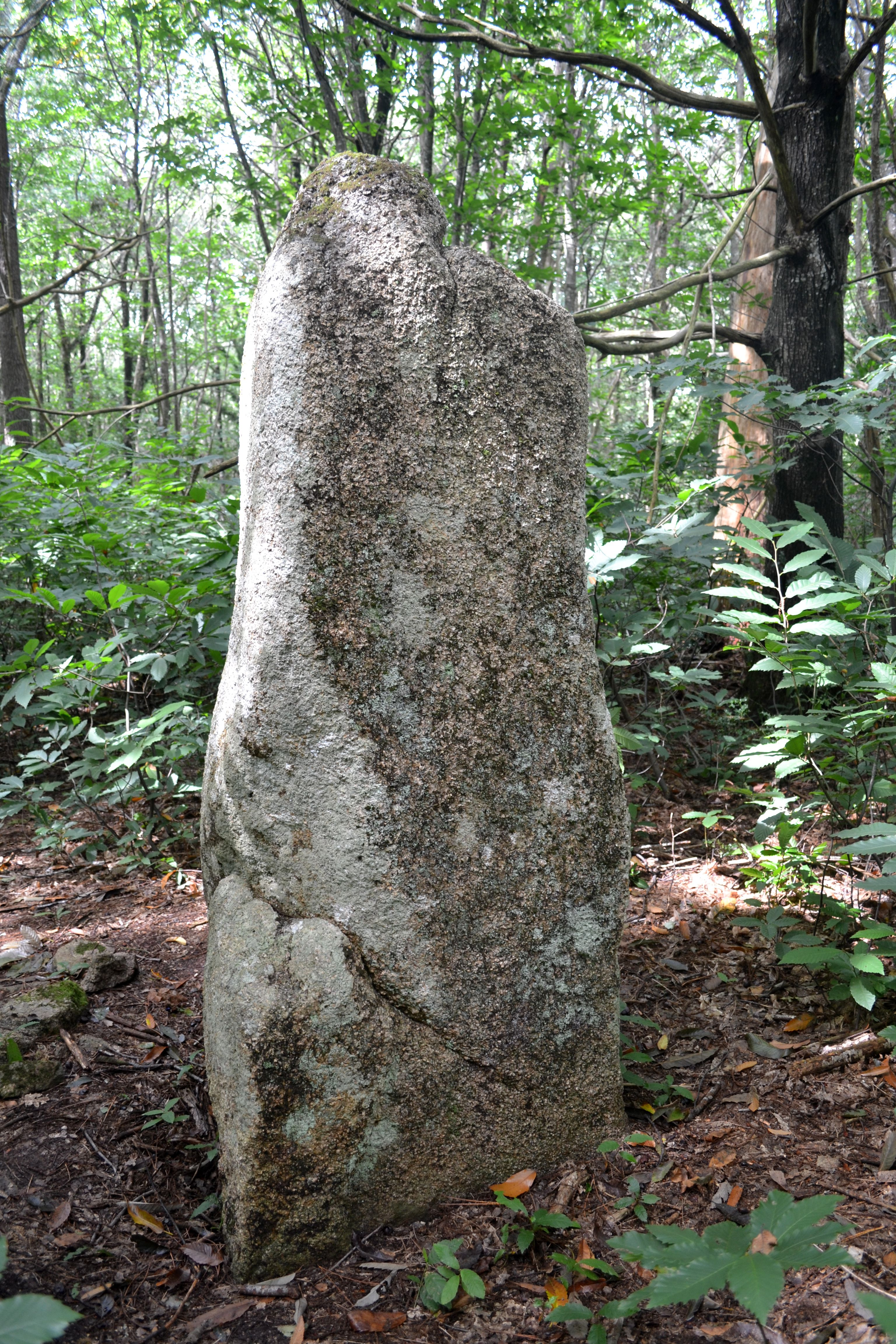
Menhir von Kergoulouët

Der Menhir von Kergoulouët steht im Norden des Weilers Kergoulouët, westlich von Moëlan-sur-Mer im Département Finistère in der Bretagne in Frankreich und ist seit 1974 als Monument historique registriert.
Der 2,5 m hohe und an der Basis 0,9 bis 1,0 m breite Menhir aus gelbem Granit ist ein prismatischer Block mit einer nahezu quadratischen Grundfläche. Der Block ist regelmäßig geformt und seine Spitze gerundet, aber eine Ecke und ein Teil der Spitze sind abgebrochen.